# Nadzikambia
Nadzikambia is een geslacht van hagedissen dat behoort tot de familie kameleons (Chamaeleonidae).

## Naam en indeling
De wetenschappelijke naam van de groep werd voor het eerst voorgesteld door Colin R. Tilbury, Krystal A. Tolley, en William Roy Branch in 2006.
Lange tijd was het geslacht monotypisch, er was slechts een enkele soort; Nadzikambia mlanjensis uit Malawi. Deze soort werd eerder tot het geslacht van de echte kameleons (Chamaeleo) en later tot Bradypodion gerekend. In 2010 werd een tweede soort beschreven; Nadzikambia baylissi die voorkomt in Mozambique.
De wetenschappelijke geslachtsnaam Nadzikambia is afgeleid van het woord dat de lokale bevolking gebruikt om een kameleon aan te duiden en is afkomstig uit de Nyanjataal.

### Soorten
Het geslacht omvat de volgende soorten die onderstaand zijn weergegeven, met de auteur en het verspreidingsgebied.
| Naam                   | Auteur                | Verspreidingsgebied |
| ---------------------- | --------------------- | ------------------- |
| Nadzikambia baylissi   | Branch & Tolley, 2010 | Mozambique          |
| Nadzikambia mlanjensis | Broadley, 1965        | Malawi              |

## Verspreiding en habitat
De soorten komen voor in delen van oostelijk Afrika en leven in de landen Malawi en Mozambique. De habitat bestaat uit vochtige tropische en subtropische bergbossen.

## Beschermingsstatus
Door de internationale natuurbeschermingsorganisatie IUCN is aan beide soorten een beschermingsstatus toegewezen. Nadzikambia baylissi wordt beschouwd als 'gevoelig' (Near Threatened of NT) en Nadzikambia mlanjensis wordt gezien als 'bedreigd' (Endangered of EN).